# Ta Khmau
Ta Khmau, também chamada Ta Khmao (em khmer: ក្រុង តាខ្មៅ) é a segunda maior cidade do Camboja e a capital da província de Kandal. Localiza-se a sul de Phnom Penh, capital do país, distando desta cerca de 11 quilômetros. Sua população, de acordo com estimativas de 2013, era de 208 138 habitantes. Localiza-se às margens do rio.